# Заколодницкое
Заколо́дницкое (бел. Закалодніцкае) — озеро на востоке Брагинского района Гомельской области Беларуси у границы с Черниговской областью Украины. Относится к бассейну Днепра.

## Расположение
Озеро располагается в незаселенной местности к югу от места впадения Государственной канавы в протоку Старый Днепр, между деревнями Асаревичи и Старые Храковичи, в северо-восточной части территории Чемерисского сельсовета.

## Общая характеристика
Представляет собой старичное озеро правобережной поймы среднего течения Днепра. Акватория озера вытянута в направлении северо-запад — юго-восток, длиной — 1,01 км. Площадь водной поверхности составляет 5,6 га. С Днепром сообщается через водоток на юго-востоке.